# Марганец
Марганец или Ма̀рханец (на украински: Марганець) е град в Днепропетровска област, Украйна. Телефонният му код е +380 5665.
Населението му е 44 980 души (1 януари 2022). Намира се в часова зона UTC+2.
Основан е през 1938 г.